# جون بول يونغ
جون بول يونغ (بالإنجليزية: John Paul Young)‏ (و. 1950  م) هو مغني من إسكتلندا، وأستراليا، ولد في غلاسكو.

## وصلات خارجية
- جون بول يونغ على موقع IMDb (الإنجليزية)
- جون بول يونغ على موقع ميوزك برينز (الإنجليزية)
- جون بول يونغ على موقع أول ميوزيك (الإنجليزية)
- جون بول يونغ على موقع ديسكوغز (الإنجليزية)
- جون بول يونغ على موقع قاعدة بيانات الفيلم (الإنجليزية)
- جون بول يونغ في قاعدة بيانات الأفلام على الإنترنت